# アリサ・トゥルー
アリサ・トゥルー（Arisa Trew, 2010年5月12日 - ）は、オーストラリアの女子スケートボーダー。2024年パリオリンピックのスケートボード競技・女子パークにおいて14歳で金メダルを獲得し、オーストラリア史上最年少のオリンピック金メダリストとなった。女子スケートボーダーで初めて720と900を成功させた。

## 人物
トゥルーは2010年5月12日にオーストラリア・クイーンズランド州ケアンズで生まれた。父はウェールズ人、母は日本人である。
2歳のときに一家で同州ゴールドコーストに移り住み、7歳のときにスケートボードを始めた。
なお、母が日本人であることから『愛理沙』という日本名を授かっている。

## キャリア
2023年5月、エックスゲームズ『X Games Chiba 2023』（千葉県千葉市美浜区：千葉マリンスタジアム）の女子パーク種目で4位に入賞した。
2023年6月23日、アメリカ・ソルトレイクシティで開催されたTony Hawk's Vert Alertにおいて、トゥルーは女子選手で初めて720（空中で2回転するトリック）を成功させた。このトリックは、男子選手ではトニー・ホークが1985年に初めて成功させたものである。
2023年7月、カリフォルニア州で開催されたエックスゲームズで、ヴァートとパークで金メダルを獲得した。2024年6月にカリフォルニア州ベンチュラで開催されたエックスゲームズでも再び優勝した。
2024年3月、ドバイで開催されたワールド・スケートボード・ツアーの女子パーク種目で4位に入賞した。
2024年4月、ローレウス世界スポーツ賞のアクション・スポーツパーソン・オブ・ザ・イヤーを受賞した。
2024年5月29日、ハーフパイプにおいて、女子選手として初めて900（空中で2回転半するトリック）を成功させた。
2024年パリオリンピック予選シリーズで、トゥルーはパーク種目を1位で通過した。
2024年8月6日、2024年パリオリンピックのパーク種目において14歳で金メダルを獲得し、オーストラリア史上最年少のオリンピック金メダリストとなった。
2024年9月22日、千葉市幕張メッセで開催されたX Games Chibaのパーク種目において金メダルを獲得した。